# شلل تود النصفي
شلل تود النصفي (أو شلل ما بعد النوبة الصرعية) هو ضعف بؤري في جزء من الجسم أو في الجسم بأكمله بعد نوبة الصرعة. هذا الضعف يؤثر تحديدًا على اللواحق ويكون بيمين أو يسار الجسم، وغالبًا ما يختفي تمامًا خلال 48 ساعة، كما أن شلل تود النصفي قد يؤثر على الكلام أو الحملقة أو الرؤية.
سُمّيت الحالة نسبة إلى روبرت بنتلي تود (1809-1860) عالم الفسيولوجي البريطاني المولود بأيرلاندا الذي وصف هذه الظاهرة لأول مرة عام 1849، قد تصل نسبة حدوث هذه الحالة إلى 13% من حالات النوبة، وهي أكثر شيوعًا بعد النوبة الحركية البؤرية التي تُصيب أحد الأطراف أو جانب واحد للجسم، ويُعد السبب المفترض لهذه الحالة هو تعب القشرة الحركية الأولية بالرغم من عدم وجود دليل قاطع ليدعم هذا الرأي.

## تجلي المرض
يتجلي شلل تود النصفي الكلاسيكي في ضعف عابر في اليد أو الذراع أو الرجل وذلك بعد نوبة صرع بؤرية في نفس الطرف، وتتراوح خطورة هذا الضعف من متوسطة لشلل كامل، وعندما يصيب الصرع مناطق أخرى غير القشرة الحركية يحدث مشاكل عصبية عابرة أخرى، وهي تشمل تغيرات حسية لو أصابت النوبة القشرة الحركية ومشاكل في الرؤية إذا أُصيب الفص القذالي، كما قد يُصاب الإنسان بحبسة إذا أصابت النوبة ألياف الكلام أو الفهم أو التوصيل.
بالرغم من أن الورم التالي للنشبة شائع لدى أخصائي الأعصاب لكنه لم يُدرس جيدًا، وقد قيمت دراسة رصدية باستعادة 328 مريضًا تم اختيارهم من سن 16 إلى 57 عامًا والذين طالت مدة مراقبة مخطط الدماغ الكهربائي بـ(EEG) من أجل الصرع المستعصي طبيًا وظهور النوبات البؤرية، تم استبعاد أولئك الذين يعانون من نوبات غير صرعية وحالة صرعية ومتلازمة لينوكس غاستو، وتوصلوا للملاحظات الآتية:
- حدث شلل تالٍ لنوبة الصرع في 44 مريضًا (13.4 في المئة).
- كان دائمًا في جانب واحد عكس النوبة البؤرية.
- كان متوسط مدته 174 ثانية (المتوسط من 11 ثانية إلى 22 دقيقة).

من بين جميع المضبوطات التي تبعها شلل تود لوحظت الميزات التالية:
- لوحظ نشاط حركي نشبي في 78 في المائة (شلل تود أكثر شيوعًا بعد أي نشاط انوبات رمع).[3]
- شوهد نشاط حركي نشبي طفيف للغاية في 10 في المئة.
- لم يلاحظ أي نشاط حركي نشبي في ما يقرب من 10 في المئة.
- كانت أكثر علامة جانبية نشبية هي النشاط الارتجاجي أحادي الجانب في 56 في المائة.
- حدثت الوضعية النشبية مختلة التوتر في 48 في المئة.
- حدث جمود نشبي في الطرف في 25 في المئة.